# Срећан пут, комшија
Срећан пут, комшија је филм из Републике Српске, из 2020. године. Шести је дио серијала Добро јутро, комшија. Сценарио је написао Перо Шпадић, а режирао је Младен Маријановић.

## Радња
Чедо, Миле, Милка, Даница и Бранка путују у Србију. Милка и Миле иду код њиховог ујке, Бранка код тетке Коке, а Даница у бању. Док Милка од ујке добија старе фотографије, Бранка насљеђује стан у Београду. Сплетом околности Чедо завршава у полицијској станици, а Даница, Миле, Милка и Бранка се његовим аутом враћају кући. На крају Миле и Милка у фотографијама налазе новац, а Чедо упознаје свог побратима инспектора Радана и осваја 10000 КМ на срећки.

## Ликови и глумци
| Глумац               | Улога           |
| -------------------- | --------------- |
| Александар Стојковић | Чедо            |
| Мирела Предојевић    | Бранка          |
| Гордана Милиновић    | Даница          |
| Деан Батоз           | Миле            |
| Раденка Шева         | Милка           |
| Ивана Хрваћанин      | Јелка           |
| Жељко Касап          | Неђо            |
| Татјана Батоз        | Виолета         |
| Амир Шкргић          | Мрва            |
| Наташа Иванчевић     | Видосава        |
| Власта Велисављевић  | ујак Драгољуб   |
| Бора Ненић           | Борко           |
| Александар Дунић     | Синиша          |
| Михаило Максимовић   | инспектор Радан |
| Злата Когелник       | тетка Кока      |
| Ивана Шпадић         | Милица          |
| Бранкица Максимовић  | Рецепционарка   |
| Бранко Василев       | Полицајац 1     |
| Немања Бајић         | Полицајац 2     |